# Freeline skates

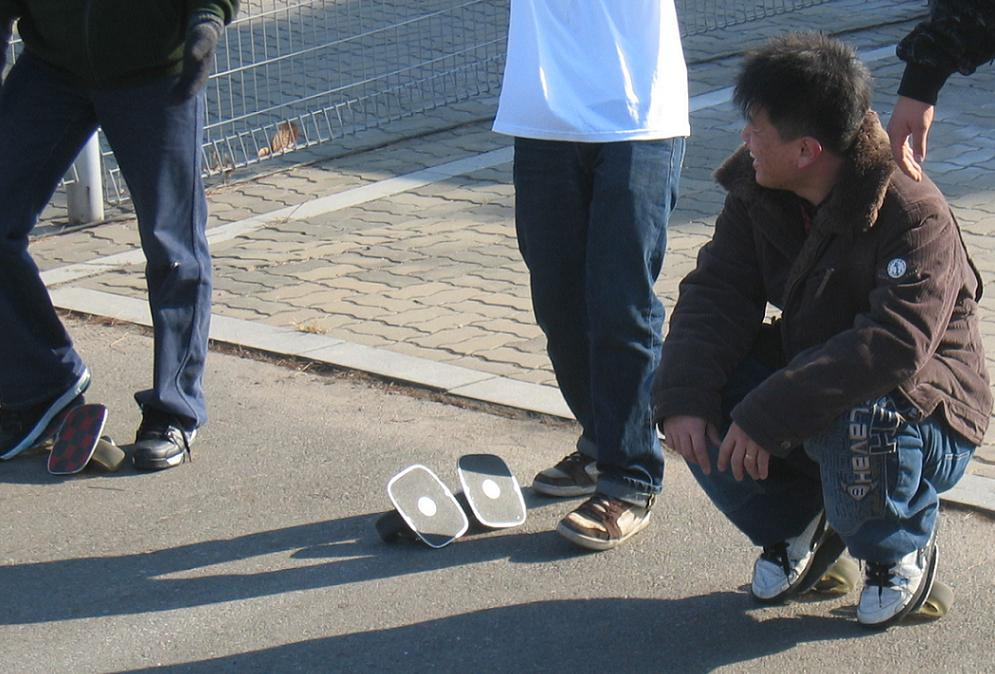
Freeline Skaters en Seúl.

El Freeline skates (también llamado Drift Skate) es un objeto de patinaje, para entenderlo sería tomar un monopatín y dividirlo por la mitad. Los skates no están conectados el uno al otro. Las ruedas están colocadas en línea al igual que en los patines en línea y tienen un cierto ángulo respecto a la base donde se apoya el pie, de tal manera que el usuario sea capaz de producir el giro. El giro de avance se ve como una especie de S. Se pueden utilizar para propulsar al usuario en firmes llanos, ascendentes y descendentes. La independencia de los patines es una gran ventaja a la hora de realizar ciertos movimientos y trucos que con un monopatín no se pueden realizar.
Están bastante extendidos en Estados Unidos y Japón, en otros países entra con dificultad.

## Historia
Se desarrollaron en 2003 en San Francisco, California, mientras su inventor Ryan Farrelly estaba tratando de diseñar una mejor forma para bajadas sobre colinas. Su prototipo de los patines era una fila de cuatro ruedas en el centro de un tablero de madera. Después de las ejecuciones de pruebas y adaptaciones, Farrelly dio cuenta de que sólo podía estar en cada juego de ruedas y no se moleste con una tabla. Los patines se combinan elementos tanto de skate y patinaje en línea y puede ser montado sobre un terreno plano, así como colina abajo o hacia arriba. De esta idea nacieron los patines de Freeline.